# Marguerite Laugier
Margueritte Laugier (12 de setembre de 1896 - 10 de juny de 1976), de nom de soltera Lhomme, fou una astrònoma de l'Observatori de Niça, encara que també va realitzar nombroses observacions des de l'observatori d'Uccle, des dels quals va descobrir vint-i-un asteroides. Els articles astronòmics de l'època de vegades l'esmenten com a Madame Laugier.

## Descobriments

### Asteroides descoberts
Entre 1932 i 1955 va descobrir vint-i-un asteroides. El Minor Planet Center acredita els seus descobriments com a M. Laugier.
A més va descobrir des de Niça i de forma independent l'asteroide (1564) Srbija, descobert el 15 d'octubre de 1949 que va ser comunicat el mateix dia però amb anterioritat per M. B. Protitch, a qui se li atribueix.

## Epònims
L'asteroide (1597) Laugier descobert el 1949 per Louis Boyer va ser nomenat en el seu honor.